# 견과 알레르기

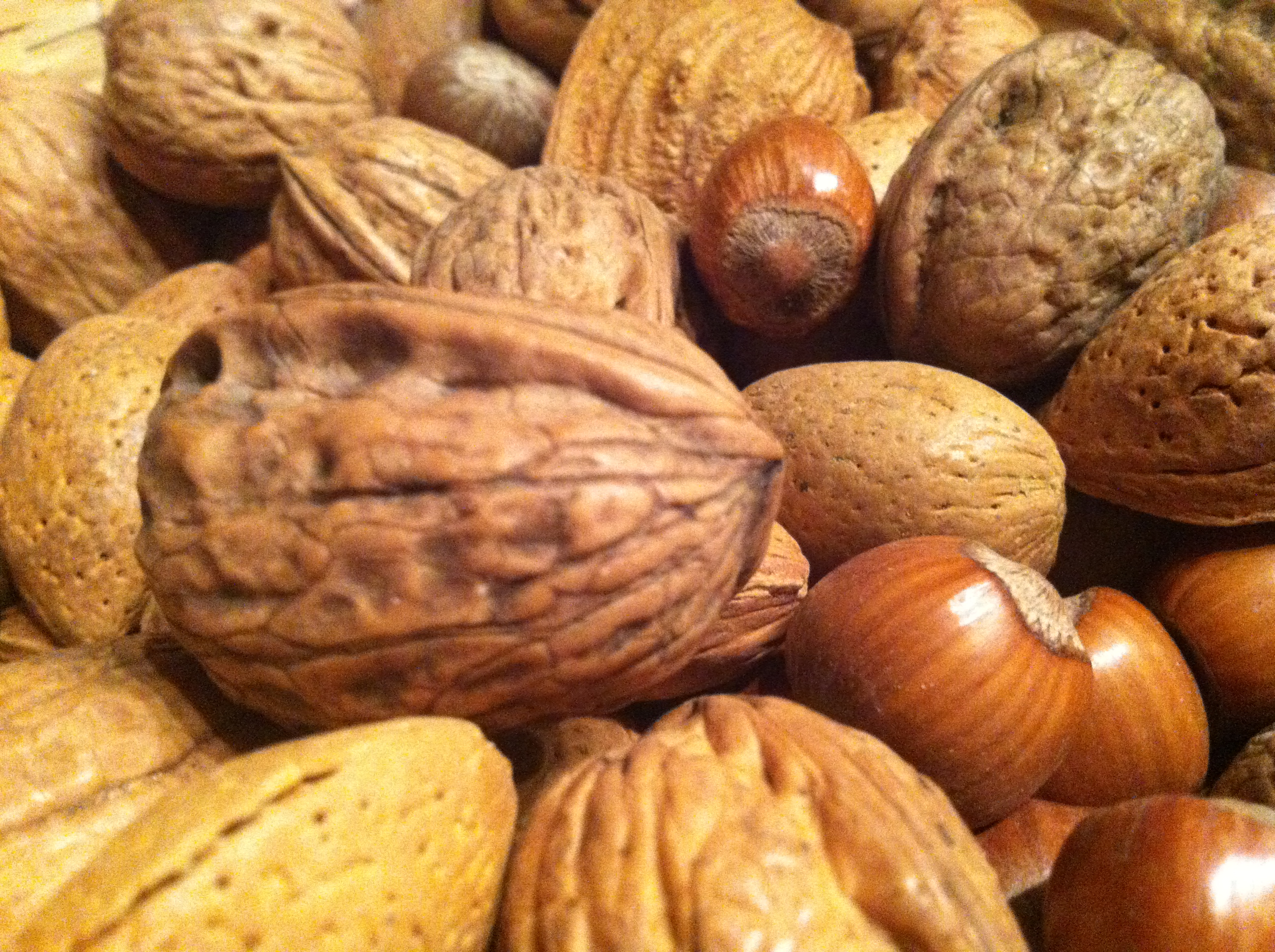
여러 가지 견과

견과 알레르기(堅果 Allergie)는 개암, 마카다미아, 밤, 브라질넛, 시어넛, 아몬드, 잣, 캐슈, 피스타치오, 피칸, 호두 등 견과가 일으키는 식품 알레르기이다.
땅콩 알레르기와는 다른데, 땅콩은 견과가 아니라 협과이기 때문이다.
견과 알레르기는 갑각류, 달걀, 땅콩, 밀, 생선, 우유, 조개, 콩 알레르기와 함께 가장 흔한 식품 알레르기 가운데 하나이다.

## 같이 보기
- 알레르기 비염